# Hit Mania Estate 2005
Hit Mania Estate 2005 è una compilation di artisti vari facente parte della serie Hit Mania.
La compilation è mixata dal dj Mauro Miclini.

## Tracce
1. Tommy Vee – Anthouse (Don't Be Blind) – 3:26
2. Alex Gaudino & Jerma Pres. Lil'Love – Little Love – 3:29
3. Martin Solveig – Everybody – 2:52
4. Supafly vs. Fishbowl – Let's Get Down – 2:47
5. Bon Garçon – Freek U (Full Intention rmx) – 2:56
6. Freemasons – Love On My Mind (feat. Amanda Wilson) – 2:48
7. Alma Latina – Mas Que Nada (feat. Romina Johnson) – 2:48
8. Axwell – Together (feat. Sebastian Ingrosso) – 2:56
9. Joe T. Vannelli pres. Pheel – White Wedding – 2:57
10. Yoshimoto – Du What U Du – 2:46
11. Studio B. – I See Girls (Crazy) (Tom Neville Crazy Legs Remix) – 3:10
12. Paps'n'Skar – Vieni Con Me (English And Italian Pop Mix) – 5:01
13. Mousse T. – Wow (feat. Emma Lanford) – 2:58
14. Federica Felini – Je t'aime – 2:52
15. Amadou & Mariam – La Realité – 2:49
16. Melanie C – Next Best Superstar – 3:12
17. Sugarfree – Cromosoma – 3:09
18. Zero Assoluto – Semplicemente – 3:31
19. Leki – Latin Lover – 3:30
20. Michael Bublé – Feelin' Good – 3:46
21. James Blunt – High – 3:52
22. Crazy Frog – Axel F – 2:40

Durata totale: 70:15